# Marquês de Custine
Marquês de Custine, pseudônimo de
Astolphe-Louis-Léonor (Niderviller, 18 de março de 1790 – Paris, 25 de setembro de 1857) foi um aristocrata e escritor francês.

## Vida
Custine realizou extensas viagens, que ele retratou clara e vividamente em Mémoires et voyages (2 volumes, 1830), L'Espagne sous Ferdinand VII (4 volumes, 1838) e La Russie en 1839 (4 volumes, 1843; nova edição 1854). O último, que continha muitas indiscrições da vida da corte de São Petersburgo, foi um grande sucesso.

## Trabalhos
- Aloys ou le Religieux du mont Saint-Bernard, 1829.
- Mémoires et voyages, ou lettres écrites à diverses époques, pendant des courses en Suisse, en Calabre, en Angleterre et en Écosse, Paris, 1830, Edições François Bourin, 1993, depois Mercure de France 2012.
- Béatrix Cenci, théâtre, 1833.
- Le Monde comme il est, 1835.
- L’Espagne sous Ferdinand VII, 1838.
- Ethel, 1839.
- La Russie en 1839, 1843.
- Romuald ou la Vocation, 1848.
- Lettres au marquis de la Grange (data de publicação desconhecida), publicadas em 1925 por M. de Luppé
- Souvenirs et portraits (data de publicação desconhecida), publicado em 1956 por P. de Lacretelle.

### Edições deLa Russieem 1839
- (en) Astolphe de Custine, Journey For Our Time: The Journals of the Marquis de Custine. éd. Phyllis Penn Kohler, Washington 1987.
- (en) Astolphe de Custine, Journey For Our Time: The Journals of the Marquis de Custine. éd. Phyllis Penn Kohler, Londres, 1951.
- (en) Astolphe de Custine, Empire of the Czar. A Journey Through Ethernal Russia, Aukland, 1989.
- La Russie en 1839, Editions Solin 1990, repris en 2005, Actes Sud, collection thésaurus, édition intégrale, préf. d'Hélène Carrère d'Encausse ; notes, éclaircissements et postf. de Michel Parfenov.
- , Paris, Allia, 1995, 112 p. (ISBN 2-904235-95-7)
- Astolphe de Custine, La Russie en 1839, éd. Véra Milchina et Alexandre Ospovate, Paris, Classiques Garnier, 2015.

### Outras edições
- Astolphe de Custine, Le Monde comme il est suivi de Ethel, éd. Alex Lascar et Marie-Bénédicte Diethelm, Paris, Classiques Garnier, 2019.